# Edward Blakeney
Edward Blakeney (Newcastle upon Tyne, 1778 – Londra, 2 agosto 1868) è stato un generale britannico.
Blakeney nacque a Newcastle upon Tyne, quarto figlio del colonnello William, membro del Parlamento irlandese, e di sua moglie Costanza Brudenell, figlia di James Brudenell, V conte di Cardigan. Apparteneva ad una famiglia della piccola gentry di campagna anglo-britannica di origini gallesi. Nel 1794 entrò nell'esercito britannico come alfiere nell'8th Light Dragoons.
Accompagno il maggior generale White nelle Indie occidentali come capitano del 99th Regiment of Foot e partecipò alla cattura di Demerara, Berbice e Essequibo nel 1796; inoltre fu per tre mesi prigioniero di alcuni corsari malesi. Nel 1798 partecipò all'evacuazione di Santo Domingo; l'anno seguente partecipò alla spedizione contro i Paesi Bassi con il 7th Regiment of Foot nella flotta comandata da William Cathcart nel Baltico, prendendo parte anche alla cattura della flotta danese e alla resa di Copenaghen; nel 1809 fu trasferito in Martinica.
Blakeney servì durante la guerra d'indipendenza spagnola tra il 1811 e il 1814 a capo del 1st Battalion 7th Foot come tenente colonnello; servì sotto Wellington in Portogallo, partecipando alla 
battaglia di Bussaco contro i francesi di Ney e Massena e alla battaglia di Albuera con William Beresford, I visconte Beresford e il generale spagnolo Blake y Joyes. Partecipò anche alla battaglia di Ciudad Rodrigo e alla presa di Badajoz (dove fu gravemente ferito al braccio durante l'assalto), e alle battaglie di Vitoria, Pamplona e dei Pirenei. Nel 1815 fu trasferito in Belgio sempre agli ordini di Wellington, partecipando alla battaglia di Waterloo e alla presa di Parigi. Dopo essere stato insignito di varie medaglie commemorative alle guerre di Spagna e Portogallo, il 2 gennaio 1815 fu creato cavaliere dell'Ordine del Bagno.
Il 20 settembre 1832 divenne colonnello del 7th Foot; quattro anni dopo succedette a Hussey Vivian, I barone Vivian come Comandante in Capo dell'Irlanda e il 7 maggio 1836 sciolse il Private Council of Ireland, divenendo molto impopolare; il 7 maggio 1849 divenne cavaliere di gran croce dell'Ordine del Bagno; tornato in Inghilterra nel 1855, fu nominato governatore del Royal Hospital Chelsea dal 6 febbraio al 25 settembre 1856; il 9 novembre 1862 fu promosso maresciallo di campo e nominato colonnello in capo della Rifle Brigade il 28 agosto 1865.
Nel 1814 aveva sposato Maria, figlia del colonnello Paul Gardiner della Compagnia delle Indie Orientali; la signora Blakeney morì al Chelsea Hospital nel 1866; Blakeney morì due anni dopo, morendo il 2 agosto 1868; venne seppellito a Twickenham.